# Anna Záborská

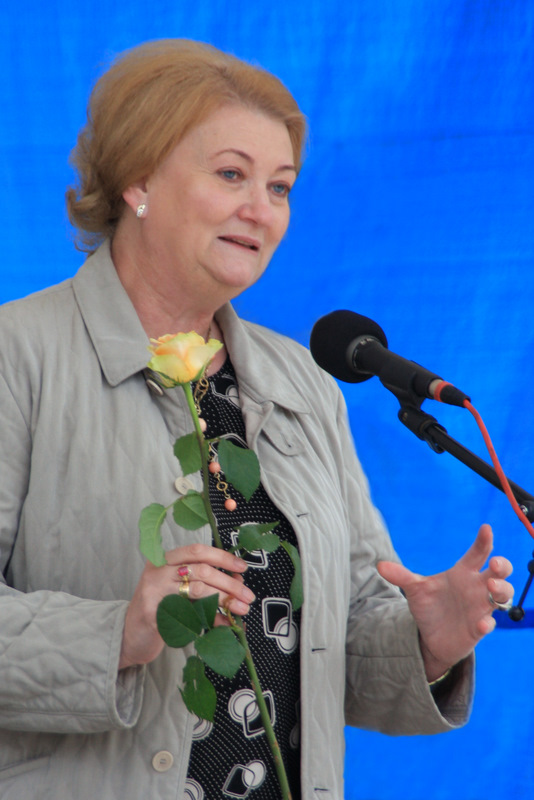
Anna Záborská

Anna Záborská (Zurique, 7 de junho de 1948) é deputada pela Eslováquia ao Parlamento Europeu pelo Grupo do Partido Popular Europeu (Democratas-Cristãos) e dos Democratas Europeus e Presidente da Comissão dos Direitos da Mulher e da Igualdade dos Géneros do Parlamento Europeu (FEM).